# 韓國—加彭關係
韩国－加蓬关系（韓語：가봉-대한민국 관계）是指大韓民國和非洲国家加蓬共和国之間的双边關係。

## 政治交流
1960年，加蓬脱离法国独立，1962年10月1日，加蓬与大韓民國建立正式外交关系，此后两国关系友好发展，高层互访不断。加蓬终身总统哈吉·奥马尔·邦戈即曾于1975年、1984年、1996年、2007年四次访问韩国。奥马尔·邦戈死后，其子阿里·邦戈·翁丁巴成为加蓬总统，阿里在任期间，亦重视发展与韩国的关系，2010年，翁丁巴首次访问韩国，并得到了韩国总统李明博的接见，两国元首就进一步加强在资源、基础设施建设领域的合作达成了共识。2012年，翁丁巴再次访问韩国。
1980年，韩国外务部长卢信永访问加蓬。1982年，总统全斗焕亦对加蓬进行了国事访问。2011年，韩国外交部长金星焕再次访问加蓬，并与加蓬政府就加强高层访问、韩国对加投资、朝鲜半岛问题等进行了交流。
2013年，韩国外交部长尹炳世在外交部大楼接待了加蓬外交部长埃马纽埃尔·伊索泽·恩贡戴，两国政府建立了韩加外长电话协商机制，并签署了对持外交、公务护照者互免签证协议。

### 驻外机构
1973年，韩国在加蓬首都利伯维尔设立大使馆，馆务辖区为赤道几内亚、圣多美和普林西比。
1975年，加蓬亦在首尔设有大使馆，为第一个在韓國设立大使馆的非洲国家。尚兼辖加蓬在泰国、菲律宾的相关事务。

## 经济关系

### 双边贸易
据經濟複雜性研究中心统计，2020年，加蓬向韩国出口了1.6亿美元的商品，占加蓬总出口额的3.3%，韩国为加蓬在印太地区的第四大出口伙伴，仅次于中国大陆、印度及新加坡，加蓬主要出口原油、锰矿等原物料。同年，韩国则向加蓬出口了近1,000万美元。

### 相互投资
2010年，阿里·邦戈·翁丁巴首次访问韩国后，韩国企业开始关注加蓬的基础设施建设及资源开发。而加蓬政府也正在积极吸引韩国企业加大在加蓬对信息技术、服务业、农业以及资源开发产业的投资活动。

## 援助开发
1991-2015年间，韩国对加蓬的开发援助金额达到153万美元。